# Anne-Marie Rivier
Anne-Marie Rivier (19 de desembre de 1768 - 3 de febrer de 1838) va ser una religiosa catòlica francesa i fundadora de les Germanes de la Presentació de Maria. Rivier es va centrar en l'educació i va obrir una escola just abans de l'inici de la Revolució Francesa que va veure confiscada. El final de la revolució li va permetre reprendre les seves iniciatives educatives i també va fundar un orde religiós per encarregar-se de l'educació dels orfes i altres nens que necessitaven educació.
El seu procés de beatificació va començar a mitjan 1853 amb el papa Pius IX que s'hi referia com "la dona-apòstol" quan la va nomenar serventa de Déu, el primer pas cap a la canonització. Més tard, el papa Lleó XIII la va nomenar venerable el 1890, mentre que el papa Joan Pau II la va beatificar el 1982. Va ser canonitzada pel papa Francesc el 15 de maig de 2022 a Roma.

## Biografia
Anne-Marie Rivier (coneguda com a Marinette pels seus pares) va néixer el 19 de desembre de 1768 a Montpezat-sous-Bauzon a l'Ardèche com la tercera de quatre fills de Jean Rivier i la seva dona. El seu bateig es va celebrar aquell mes abans de Nadal amb la seva àvia fent de padrina. La seva mare va morir el 1793.
Setze mesos després del seu naixement, a finals d'abril de 1770, va patir un accident que li va provocar una fractura de maluc i turmell fins al punt que no podia caminar i havia de gatejar per moure's. Fins als cinc anys, la seva mare la va portar al santuari local -la "Capella dels Penitents"- on passava hores reflexionant en silenci davant una representació de la Pietat. El 8 de setembre de 1774 va descobrir que era capaç de caminar encara que amb l'ajuda de crosses, tot i que patiria raquitisme i en la seva edat adulta havia d'anar de quatre potes. La seva força de voluntat la feia millorar, malgrat els mals pressagis dels metges. El 1785 va sol·licitar unir-se a les Germanes de Notre Dame a Pradelles, però va ser rebutjada a causa de la seva mala salut. Però no es va desanimar i va establir una escola a la seva ciutat natal el 1786.
Aviat va començar la Revolució Francesa; totes les congregacions religioses van ser suprimides i els actes d'expressió religiosa es van començar a veure amb recel. Però ella es va mantenir ferma en la seva creença en Jesucrist i a la vida de fe; quan no hi havia cap sacerdot disponible per celebrar l'Eucaristia feia serveis especials i continuava ensenyant la Bíblia i altres qüestions de fe. Tenia una devoció particular a Sant Francesc Xavier i Sant Francesc Regis.
L'any 1794 les autoritats van confiscar l'edifici de l'escola i Rivier i els seus companys es van traslladar a la ciutat de Tuèits on el pare Luigi Pontanier els va donar suport (era membre de la Societat del Sant Suplici). Va ser a les golfes de la nova escola que el 21 de novembre de 1796 les cinc dones van decidir fundar formalment el seu nou orde religiós. El grup es va comprometre a ensenyar i va començar a treballar amb orfes i a visitar persones a casa seva. El 1797 el grup havia augmentat a dotze i les dones van fer les seves professions religioses el 21 de novembre de 1797. El Concordat de 1801 va permetre que la religió es tornés a practicar a França i la congregació va créixer a conseqüència d'això. A causa del ràpid augment de membres, la casa mare es va traslladar a locals més grans a Lo Borg de Sant Andiòu el 1815. El 1805 l'orde va rebre la benedicció i l'encoratjament del papa Pius VII que travessava França per tornar a Roma. Ella i diversos altres van posar-sel'hàbit per primera vegada el 21 de novembre de 1807.
Rivier va morir el 1838 després de patir hidropèsia cap al final de la seva vida. El 2005 la seva ordre tenia 1352 religiosos en 189 cases en nacions com Irlanda i Filipines. L'ordre va rebre el decret d'aprovació el 6 de maig de 1836 del papa Gregori XVI, mentre que el papa Pius X va emetre l'aprovació pontifícia total per a la seva congregació el 23 de maig de 1909. També va rebre l'aprovació necessària del govern del rei Carles X el 29 de maig de 1830.